# Turó de Can Sieres
El Turó de Can Sieres és una muntanya de 489 metres que es troba al municipi de Canet d'Adri, a la comarca catalana del Gironès.